# Giovannino de Dolci
Giovannino de Dolci (Florència? - Roma, 1486) fou un arquitecte i escultor italià, que va realitzar gran quantitat de treballs especialment al Lazio, i especialment a Roma, on va participar activament en les reformes urbanístiques dutes a terme per Sixt IV, i el més important, es va fer famós que va supervisar la construcció de la Capella Sixtina (1473 - 1484), un projecte de Baccio Pontelli, i el fals sostre daurat de l'esplèndida Basílica de Sant Marc (1466 - 1468) a Roma.